# Культ дикої природи
Культ дикої природи — шанування, поклоніння, повага, звеличення, обожнювання дикої природи, засноване на релігійно-екологічному таетико-естетичному розумінні ділянок дикої природи як сакральної території.
Культ дикої природи існував у багатьох первісних народів і виражався у створенні ними численних шанованих священних гаїв.

## Десакралізація дикої природи
У Середні століття, під впливхристиянства, а потім інауки, в Європі відбулася десакралізація дикої природи, тобтоідеологічне осквернення й усунення священного компонента з дикої природи. Десакралізація супроводжувалася знищенням священних гаїв, інших священних природних об'єктів. Дика природа в європейській традиції стала розглядатися як марне, або навіть погане місце, де живуть лише злі духи, чорти,відьми, і яка потребує підкорення.

## Культ дикої природи в даний час
На думку багатьох сучасних екофілософів, екологів і природоохоронців для захисту ділянок вільної природи, що залишилися первозданними, необхідно створення культу дикої природи. Так, на думку віце-президента Російського географічного товариства, доктора географічних наук, професора О. О. Чибільова, необхідно «піднімати культ первозданних ландшафтів і дикої природи країни як майбутнього надбання всіх народів». На думку відомого американського географа і природоохоронця Л. Гребер, додання дикій природі статусу «священність» може врятувати її від остаточної загибелі. Л. Гребер говорить про те, що якщо дика природа буде вважатися проявом святої сили, творінням рук божих, то будь-які зміни, зроблені людиною, позбавляють її досконалості, морального змісту, який дає нам інформацію про самого Бога.
Культ дикої природи створений на початку — середині XX століття в США американськими художниками (Школа річки Гудзон), письменниками і філософами. На думку американського екофілософа та юриста М. Сагоффа, «збереження дикої природи є обов'язковим і для нашої культурної традиції, для наших національних цінностей, для нашої історії, і, отже, для нас самих».
Культ дикої природи сповідують багато радикальних американських природоохоронних організацій, наприклад, «Земля передусім!», прихильникиглибинної екології, екофемінізму і біорегіоналізму. Відчуття дикої природи ак священного простору мотивує їх дії, спрямовані на її захист, ризикуючи при цьому не тільки своїм здоров'ям, але і деколи і життям. Відомий американський екопсихолог Дж. Сван вважає, що «екологічна совість проявиться тільки тоді, коли люди усвідомлюють справжню цінність священних місць природи».